# Cyllolithus mirandus
Cyllolithus mirandus is een keversoort uit de familie glanskevers (Nitidulidae). De wetenschappelijke naam van de soort is voor het eerst geldig gepubliceerd in 1990 door Kireichuk.